# Перегонець Олександра Федорівна
Олександра Федорівна Перегонець (рос. Перегонец Александра Фёдоровна) (1895—1944) — російська і радянська акторка театру і кіно, підпільниця німецько-радянської війни.

## Біографія
Олександра Перегонець народилася 15 листопада 1895 року в Кузнецьку (Новокузнецьк).
Вона була п'ятою дочкою справника гірничої справи Федора Єгоровича і його дружини Марії Матвіївни. За даними на 1858 рік: казначей в Перемишлі Перегонець Єгор Гнатович, колезький асесор з 1846 р. (мав відзнаку за XXV р. непорочної служби в 1851 р.)- можливо дід. У 1897 році сім'я переїхала в Калугу.
У 1914 році Олександра закінчила Калузьку жіночу гімназію, нині школа № 5 Калуги, із званням домашньої вчительки. Виступала в аматорських виставах, займалася в театральній студії клубу офіцерів.

### Творчість
Восени 1914 року Олександра вступила в петербурзьку «Школу сценічного мистецтва», організовану в 1908 році Андрієм Петровським. На театральній сцені вона з успіхом виконувала ролі Анни з «Вишневого саду», Нори та ін.
З 1916 року працювала в акторському товаристві Петрозаводська, потім в Петербурзькому театрі мініатюр в амплуа травесті та інженю. Вийшла заміж за артиста Івана Олександровича Вольського, з яким розлучилася в 1928 році.
З 1917 року Олександра Перегонець працює в різних театрах — в Новоросійську, Києві, Харкові, Катеринодарі, Ростові, Тифлісі; в той час акторів набирали, як правило, на один сезон. З 1922 року — в Московському театрі «Кажан»
У 1924 році за рекомендацією драматурга Йосипа Прута знялася у фільмі Якова Протазанова «Аеліта», де виконала роль служниці Аеліти Іхошки. Згідно зі сценарієм, героїня О. Перегонець гине від рук «марсіанських фашистів».
У 1920-ті роки акторка працювала в театрах Казані, Петрозаводська, Ленінграда (БДТ), Новосибірська, Іркутська. З 1931 року і до кінця днів — акторка Кримського російського театру ім. М. Горького у Сімферополі.
Створила незабутні образи Нори («Нора»), Луїзи («Підступність і любов»), Діани («Собака на сіні»), Насті («На дні») та ін. Заслужена артистка Кримської АРСР, за іншими даними — Заслужена артистка РРФСР.

### Підпільна діяльність
У 1941 році сімферопольський театр не зміг евакуюватися — шлях на Севастополь був відрізаний. Трупа повернулася до Сімферополя, який був окупований 1 листопада 1941 року.
Під час окупації другий чоловік акторки, Заслужений артист РРФСР Анатолій Іванович Добкевич, відмовився стати міським головою Сімферополя і був страчений окупантами.
У травні 1942 року театр відновив роботу під новою назвою «Сімферопольський російський театр драми і комедії». О. Ф.  Перегонець отримала дозвіл створити при театрі молодіжну студію, куди залучила близько 50 людей, рятуючи їх цим від насильницької відправки до Німеччини.
У 1943—1944 рр. О. Ф. Перегонець брала активну участь у підпільній діяльності розвідувально-диверсійної групи «Соколи» (за іншими даними, «Сокіл», по підпільному прізвиську керівника групи Художника театру Баришева Миколи Андрійовича).
В підпільну групу входили близько 60 осіб, у тому числі 10 працівників театру: акторів Зоя Павлівна Яковлєва та Заслужений артист РРФСР Дмитро Костянтинович Добросмислов очолював групу, костюмери Ілля Миколайович Озеров і Єлизавета Кучеренко, машиніст сцени Павло Іполітович Чечоткін, прибиральниця Парасковія Тарасівна Єфімова, учень художника Олег Савватєєв.
Організаторами групи були головний художник театру Микола Андрійович Баришев і акторка Олександра Федорівна Перегонець..
Це був один з тих рідкісних випадків, коли важливі завдання були доручені не професійним розвідникам, а акторам. Зокрема, планувалося проведення терористичної операції — замах на Гітлера восени 1943 року, що прибуває в Крим на відкриття моста через Керченську протоку. Однак «кримський міст» був зруйнований, Гітлер не приїхав, операція скасована.
Підпільники переорієнтувалися на розвідувальну роботу, готувалися до диверсійних актів. Зокрема, вони підірвали будівлю обласного архіву, звідки при відступі не встигли вивезти секретні документи.
В цілому група «Соколи» організувала 45 великих диверсій, передала сотні розвідувальних донесень.
В кінці 1943 року М. А. Баришев склав план Сімферополя і наніс на нього розвідувальні дані про військові об'єкти противника. Карта була передана партизанам і використана при звільненні міста 51-ю армією в 1944 році.
Підпільники підтримували зв'язок з кримськими партизанами, з підпільним обкомом. У театрі було створено сховище, куди сховали багату колекцію з 5000 театральних костюмів, яку німці планували вивезти. У березні 1944 року гестапо напало на слід групи. 18 березня, відразу після вистави, підпільників арештували. Вдалося врятуватися лише Є. Я. Кучеренко, яка при відступі німців врятувала будівлю театру від пожежі.
Хто видав підпілля — до цих пір не цілком ясно. Зрадниця, працівниця театру Каблукова з фільму «Вони були акторами» — не більше ніж художній вимисел. Автор книги «В кримському підпіллі», секретар Кримського підпільного центру Іван Андрійович Козлов (1888-1957) підозрював у провалі групи зв'язне під псевдонімом «Лісова». Насправді під цим псевдонімом ховалася Скрипниченко Людмила Василівна, офіцер НКДБ. Її труп був виявлений у Сімферополі у березні 1944. За версією її дочки вона була вбита в гестапо 29 березня 1944 року. У квітні загинув її чоловік, Олександр Іванович Скрипниченко, також професійний розвідник..
За даними архівів КДБ, групу «Соколи» видано агентом абверу М. Ящиніним, що працював на Сімферопольській електростанції.
О. Ф. Перегонець винесла страшні тортури, у неї були спалені ноги. 10 квітня 1944 року, за три дні до звільнення Сімферополя радянськими військами, підпільники були розстріляні в урочищі «Дубки», на території радгоспу «Червоний».
Похована на Староруському кладовищі Сімферополя.

## Пам'ять

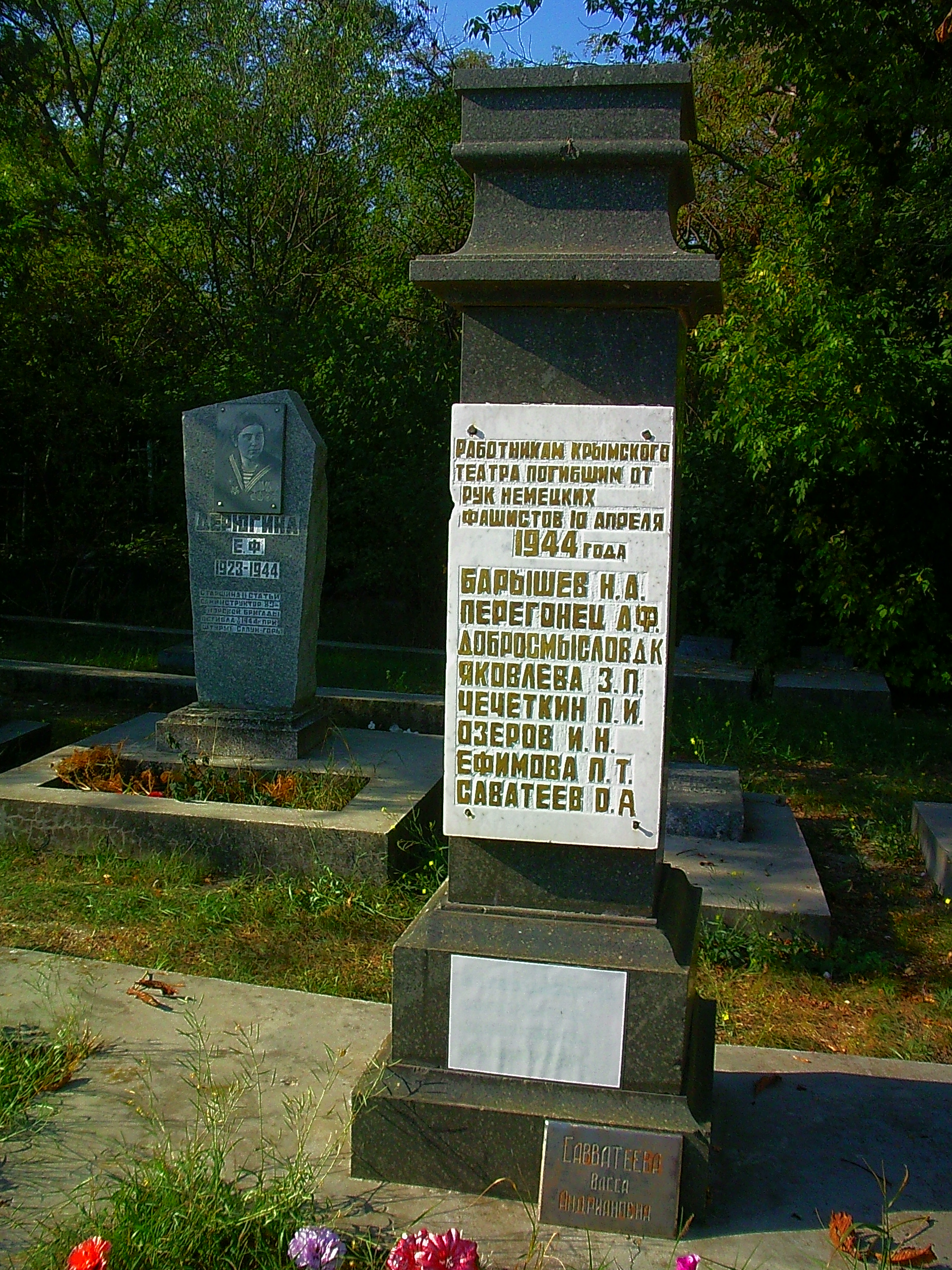
Братська могила підпільників сімферопольських

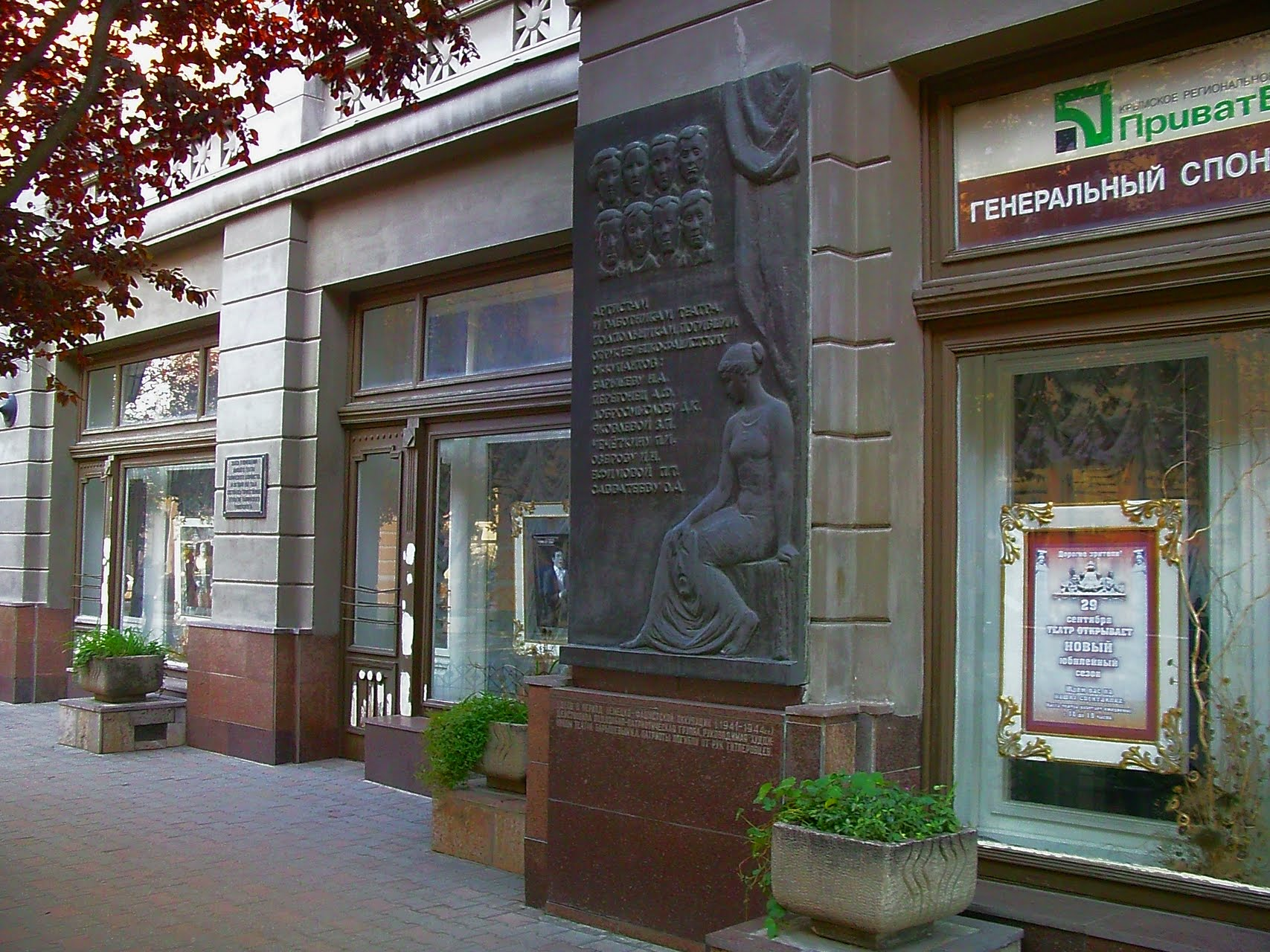
Меморіальна дошка на будівлі театру

- Ім'ям О. Ф. Перегонець названа вулиця в Київському районі Сімферополя.
- На будівлі театру імені М. Горького, де працювали й боролися учасники групи, встановлена меморіальна дошка.
- У цьому театрі в 1973 році режисером А. Р. Новіковим була поставлена вистава «Вони були акторами» за однойменною п'єсою В. В. Орлова і Г. Г. Натансона. За цю виставу у 1977 році колектив був удостоєний Державної премії СРСР, а в 2000 році — Почесної грамоти Верховної ради Криму[11].
- У 1981 р. Георгієм Натансоном був знятий художній фільм «Вони були акторами», в якому на основі фактичного матеріалу розповідається історія підпільної групи «Сокіл». Режисер працював над сценарієм, користуючись архівами КДБ і військової розвідки[7]. Роль О. Ф. Перегонець виконала народна артистка РРФСР Зінаїда Кирієнко.
- 12 травня 2010 року по телевізійному каналу «Росія 1» був показаний документальний фільм режисера Олександра Бєланова «Після прем'єри — розстріл. Історія однієї зради». У фільмі показано, що у розгромі групи активну участь взяли кримськотатарські колабораціоністи, очолювані Мустафою Кирималом.